# Alia (Italie)
Pour les articles homonymes, voir Alia.
Alia est une commune italienne de la province de Palerme, en Sicile.

## Administration
| Période                                  | Période  | Identité         | Étiquette    | Qualité                                     |
| ---------------------------------------- | -------- | ---------------- | ------------ | ------------------------------------------- |
| 11 juin 2017                             | En cours | Felice Guglielmo | Lista civica | "Rialziamo Alia - Felice Guglielmo sindaco" |
| Les données manquantes sont à compléter. |          |                  |              |                                             |

### Communes limitrophes
Caccamo, Castronovo di Sicilia, Montemaggiore Belsito, Roccapalumba, Sclafani Bagni, Valledolmo